# End Hits Records
End Hits Records ist ein deutsches Musiklabel, das seinen Sitz in Berlin hat. Es wurde 2013 von Stefan „Oise“ Ronsberger gegründet, der Ende der 1990er Jahre bereits das Label Dancing in the Dark Records gründete und sonst in der Szene als Tourmanager von Boysetsfire bekannt wurde.
Das Label veröffentlicht sowohl neue Alben als Re-releases.
Für den Vertrieb ist Cargo Records verantwortlich.

## Veröffentlichungen (Auswahl)
- Better Than a Thousand – Just One (2020)
- Boysetsfire – Boysetsfire (2015)
- The Casting Out – The Casting Out (2017)
- Coldburn – Skulls (2017, EP)
- Dave Hause – September Haze (2019, EP)
- Downset. – Check Your People (2021)
- Funeral for a Friend – Chapter and Verse (2015)
- I Am Heresy – O Day Star, Son of Dawn  (2013, 12"-EP)
- Matze Rossi – Wofür schlägt Dein Herz (2021)
- Nathan Gray – Working Title (2020)
- Norbert Buchmacher – Habitat Einer Freiheit (2019)
- Shelter – When 20 Summers Pass (2021)
- Stick to Your Guns – True View (2017)
- Trade Wind – You Make Everything Disappear (2016)
- Wolf Down – Incite & Conspire (2016)